# Hans Jander
Hans Jander (* 8. Juni 1930; † 26. März 2011 in Weilerswist) war ein deutscher Konzertpianist und Professor für Klavier an der Staatlichen Hochschule für Musik Rheinland/Musikhochschule Köln.
In der Saison 1958/59 war Jander im Fach Klavier Teilnehmer am vom Deutschen Musikrat initiierten Wettbewerb „Bundesauswahl Konzerte Junger Künstler“ (BA KJK). Im September 1959 nahm er an den von Wilhelm Kempff geleiteten Beethoven-Kursen der „Fondazione Orfeo“ (heute Wilhelm-Kempff-Kulturstiftung) in Positano teil. An der Musikhochschule Köln leitete er eine der Meisterklassen für Klavier. Mit Klavierrecitals trat er u. a. in Baden-Baden (1959) und in London (Konzertsaison 1968/69) auf. Als Solist gastierte er auch bei den Kammerkonzerten in der Villa Michels in Andernach.